# Pinchus Kremegne
Pinchus Kremegne (auch Krémègne bzw. Kremen, russisch Пинхус Кремень; * 28. Juli 1890 in Schaludok bei Lida, heute Belarus; † 5. April 1981 in Céret, Frankreich) war ein französischer Maler russisch-jüdischer Abstammung.

## Leben
Pinchus Kremegne war das jüngste von sieben Kindern einer russisch-jüdischen Handwerkerfamilie. Seine Geschwister emigrierten aus Russland in die USA, nachdem sie an zarenfeindlichen Versammlungen teilgenommen hatten.
Trotz des jüdischen Bilderverbots konnte er 1909 die Kunstschule in Wilna besuchen, wo er Bildhauerei studierte und erstmals Chaim Soutine begegnete.
Nachdem Juden in Russland der Erwerb eines Passes untersagt war, verließ er 1912 heimlich Russland und reiste nach Paris. Hier ließ er sich in der Künstlerkolonie La Ruche im 15. Arrondissement nieder. Die hier wohnenden, mehrheitlich ausländischen Künstler werden später als erste École de Paris bezeichnet. Kremegne befreundete sich insbesondere mit Chaim Soutine, Modigliani, Fernand Léger, Marc Chagall und André Derain.
1914 stellte er im Salon des Indépendants drei Skulpturen aus. Zu jenem Zeitpunkt beginnt die Schule des Rayonismus, für die Kremegne Interesse zeigt.
Während des Ersten Weltkriegs blieb Kremegne in Paris, wo sich einige Kunsthändler wie Paul Guillaume und Leopold Zborowski für sein Werk interessierten.
1923 begegnete er im Montparnasse-Viertel Birgit Strömbäck, Gouvernante bei der Familie Nobel, die er heiratete. Im nächsten Jahr wurde sein Sohn Fred Kremen geboren. Nach Erfolgen in den 1920er Jahren hatten viele Künstler wegen der Weltwirtschaftskrise mit finanziellen Schwierigkeiten zu kämpfen. 1939 zogen seine Frau und sein Sohn nach Schweden, der Heimat seiner Frau. Nach der französischen Niederlage im Juni 1940 flüchtete Kremegne ins Département Corrèze, wo er bis Kriegsende als Landarbeiter lebte.
1945 kehrte er nach Paris zurück, wo er sein Atelier unversehrt wiederfand. Er kaufte ein Grundstück im südfranzösischen Céret und trennte sich von seiner Frau. Nach mehreren Ausstellungen in Paris und im Ausland pendelte er bis zum Ende seines Lebens zwischen Paris und Céret, wo er 1981 im Alter von 91 Jahren starb. Er wurde auf dem Cimetière Montparnasse bestattet.

## Weblink
- Lebenslauf mit Bildern und Film. In: artbelarus.by (englisch)

| Personendaten    | Personendaten                                     |
| ---------------- | ------------------------------------------------- |
| NAME             | Kremegne, Pinchus                                 |
| ALTERNATIVNAMEN  | Кремень, Пинхус (russisch)                        |
| KURZBESCHREIBUNG | französischer Maler russisch-jüdischer Abstammung |
| GEBURTSDATUM     | 28. Juli 1890                                     |
| GEBURTSORT       | Schaludok, Belarus                                |
| STERBEDATUM      | 5. April 1981                                     |
| STERBEORT        | Céret, Frankreich                                 |